# Ейдриън (град, Орегон)
Ейдриън (на английски: Adrian) е град в окръг Малхиър, щата Орегон, САЩ. Ейдриън е с население от 147 жители (2000) и обща площ от 0,6 km². Намира се на 678,18 m надморска височина. ЗИП кодът му е 97901, а телефонният му код е 541.